# Comparettia mirthae
Comparettia mirthae är en orkidéart som först beskrevs av Willibald Königer, och fick sitt nu gällande namn av Mark W. Chase och Norris Hagan Williams. Comparettia mirthae ingår i släktet Comparettia, och familjen orkidéer.
Artens utbredningsområde är Peru. Inga underarter finns listade i Catalogue of Life.